# Raquel Pomplun
Raquel Lourdes Pomplun (San Diego, 24 ottobre 1987) è una modella, attrice ed ex playmate statunitense.
È stata la Playmate of the Month (modella del mese) di aprile del 2012. Subentrò a Jaclyn Swedberg come la 54° Playmate of the Year (modella dell'anno) nel 2013 della sezione americana, diventando anche la prima modella a vincere questo premio essendo di origine messicana.

## Biografia
Raquel Lourdes Pomplun è nata a San Diego, in California, ma si è trasferita subito dopo con la sua famiglia a Tijuana, in Messico fino all'anno 2000. Dopo aver terminato la scuola media, la famiglia Pomplun si trasferirà nuovamente negli Stati Uniti d'America, nella città di Chula Vista, nella California meridionale. Appena trasferita si iscriverà alla Bonita Vista High School e dopo le scuole superiori, seguirà un corso per diventare una ballerina di danza classica. Nello stesso periodo frequenta il Southwestern College, scegliendo di seguire la facoltà di biochimica.

Raquel iniziò a lavorare nel mondo della moda, come modella, posando per numerose riviste famose americane. Ha iniziato a lavorare per Playboy nell'anno 2012, quasi per caso, come dichiarerà ad un'intervista, poiché spinta da una sua collega modella. Dopo aver preso contatto con Playboy, venne selezionata e scelta in brevissimo tempo dalla redazione. Successivamente venne eletta per essere la Playmate of the Month di aprile 2012, della versione americana della rivista. Raquel venne richiamata nuovamente a posare nel giugno del 2013 come Playmate of the Year, da Stephanie Morris, divenendo inoltre la prima donna messico-americana a raggiungere questo titolo.

### Carriera come attrice
Raquel ha interpretato sia l'agente internazionale sia quello di Kara Palamas/Agente 33 sotto mentite spoglie, nella serie Agents of S.H.I.E.L.D. nell'episodio L'amore ai tempi dell'HYDRA. 

## Vita privata
Il 20 gennaio 2010 si sposa con Alejandro Pomplum.
Ha 2 fratelli maggiori.

## Filmografia

### Televisione
- Playboy Plus (serie, 4 episodi, 2013-2017)
- The Playboy Morning Show (serie, 1 episodio, 2013)
- Rockin' Rounds (serie, 26 episodio, 2013)
- I miei peggiori amici (serie, 1 episodio, 2014)
- MOCKpocalypse (serie, 1 episodio, 2014)
- Playmate Playback (serie, 1 episodio, 2014)
- 8th Annual Babes in Toyland: Live from Avalon Hollywood (Playboy TV, 2015)
- Agents of S.H.I.E.L.D. (serie, 1 episodio, 2015)
- Pitiful Creatures (serie, 1 episodio, 2015)
- Chocolate Milk Series (serie, 27 episodio, 2015-2016)
- Playboy's the Antiviral Show (serie, 1 episodio, 2016)
- Cartoon Hook-Ups (serie, 3 episodi, 2016)
- Cartoon Hook-Ups: The Series (serie, 1 episodio, 2017)
- Lucifer (serie, 1 episodio, 2018)
- Project Child: Origins (serie, 1 episodio, 2018)

### Cinema
- Snake and Moongoose (2013)
- Hero of the Lane - cortometraggio (2013)
- Too Strongk - cortometraggio (2014)
- The Gambler (2014)
- The Taker (2016)
- Warnings (fim, 2019)
- Bullet Ride (film, 2020)
- The Big Shot (2020)
- Kids Can (2020)
- Dead West: The Devil's Assassin - cortometraggio (2020)